# Société africaine de raffinage
La Société africaine de raffinage (SAR) est une entreprise sénégalaise implantée à Mbao, près de Dakar.

## Histoire
La SAR a été créée en 1961 à l'initiative du gouvernement sénégalais et de la Société africaine de pétrole (SAP), avec le concours des grandes sociétés pétrolières.
Le 29 avril 2010 le conglomérat saoudien Saudi Binladin Group rachète à la société Petrosen (État sénégalais) 34 % des actions de la Société africaine de raffinage, qui exploite l'unique raffinerie du Sénégal  pour 10,6 millions d'euros. L'État conserve encore 46 % et le groupe pétrolier français Total 20 %, mais il est prévu qu'à terme, Saudi Binladin group (SBG) devienne l'actionnaire majoritaire. Un plan d'investissement de 380 millions d'euros est prévu pour étendre de moderniser les installations de la raffinerie afin d'augmenter sa capacité de production.
En 2017, la SAR est étouffée par une dette de plus de 100 milliards Fcfa. En 2019, un consortium de banque internationale dont Locafrique est à la tête, rachète les dettes de l'entreprise. Khadim Bâ, directeur de Locafrique devient alors actionnaire à hauteur 34%. En 2021, la SAR est toujours une société anonyme dont l'Etat, à travers Petrosen holding sa, détient majoritairement les actions (46 %) et le contrôle. Les autres actionnaires sont Locafrique (34 %), Itoc Sa (5 %), Total energies marketing Sénégal Sa (6,82 %) et Sahara energy ressources limited (8,18 %).

## Activités
La Société africaine de raffinage doyenne des raffineries de l’Afrique de l’Ouest, a pour vocation d’importer et de raffiner le pétrole brut. Elle approvisionne le marché sénégalais en produits pétroliers : gaz butane, essence, kérosène, gasoil, diesel, fuel oïl etc.…
Le classement des 500 meilleures entreprises africainessitue la société à la 106e place en 2007 (contre 124e l'année précédente). C'est en effet l'entreprise sénégalaise la mieux placée dans ce palmarès annuel.
La SAR a une capacité de distillation atmosphérique de 1,5 MT/an à partir de 2021, ainsi qu'une petite unité de reforming et une unité mérox.